# Kalanchoe velutina
Kalanchoe velutina là một loài thực vật có hoa trong họ Crassulaceae. Loài này được Welw. ex Britten miêu tả khoa học đầu tiên năm 1871.